# Leucogaster meridionalis
Leucogaster meridionalis är en svampart som beskrevs av G.W. Beaton, Pegler & T.W.K. Young 1985. Leucogaster meridionalis ingår i släktet Leucogaster och familjen Albatrellaceae.   Inga underarter finns listade i Catalogue of Life.